# Propulsion
Propulsion ist ein Jazzalbum eines Quartetts mit Dave Rempis, Jason Adasiewicz, Joshua Abrams und Tyler Damon. Die am 31. August 2023 in der Elastic Arts Foundation in Chicago entstandenen Aufnahmen erschienen am 4. Oktober 2024 auf Aerophonic Records.

## Hintergrund
Propulsion (deutsch Antrieb) ist das Debütalbum eines Quartetts aus Jazz- und Improvisationsmusikern Chicagos, zusammengestellt vom Saxophonisten Dave Rempis (und Gründer von Aerophonic Records) und mit dem Vibraphonisten Jason Adasiewicz, dem Kontrabassisten Joshua Abrams und dem Schlagzeuger Tyler Damon. Dieses kollaborative Quartett wurde am 31. August 2023 live in der Veranstaltungsstätte der Elastic Arts Foundation in Chicago aufgenommen.
Der Saxophonist Dave Rempis hatte zwischen 2002 und 2023 fast tausend Donnerstagabend-Aufführungen im Veranstaltungsort Elastic Arts in Chicago kuratiert. Diese Konzerte gaben ihm die Gelegenheit, mit der dort versammelten kreativen Community zusammenzuarbeiten, notierte Mark Corroto. Die Verbindungen zwischen Rempis und dem Vibraphonisten Jason Adasiewicz entstanden bereits in Ken Vandermarks Ensemble Audio One; außerdem ist der Vibraphonist auch im Heaven Orchestra des Saxophonisten und im Trio Wheelhouse mit Nate McBride zu hören. Adasiewicz wiederum arbeitete mit dem Bassisten Joshua Abrams in mehreren Ensembles zusammen, darunter Bands unter der Leitung von Mike Reed, Rob Mazurek und David McDonnell. Schlagzeuger Tyler Damon spielte mit Rempis in dem Kuzu-Trio, zu dem auch Tashi Dorji gehört. Die musikalische Bindung zwischen diesen Musikern vertiefte sich während der Konzerte in einem Chicagoer Park in ihrer Nachbarschaft während  der COVID-19-Pandemie in den Jahren 2020 und 2021. Seine eigentliche Aktivität begann das Quartett im Sommer 2022, mit zahlreichen Konzerten. Beim letzten Konzert, das Rempis bei der Elastic Arts Foundation kuratierte, entstand bei dieses Album.

## Titelliste
- Rempis, Adasiewicz, Abrams, Damon: Propulsion (Aerophonic Records AR 044)[3]

1. Divergence 26:16
2. Eggression 13:45
3. Ephemera 20:07

## Rezeption

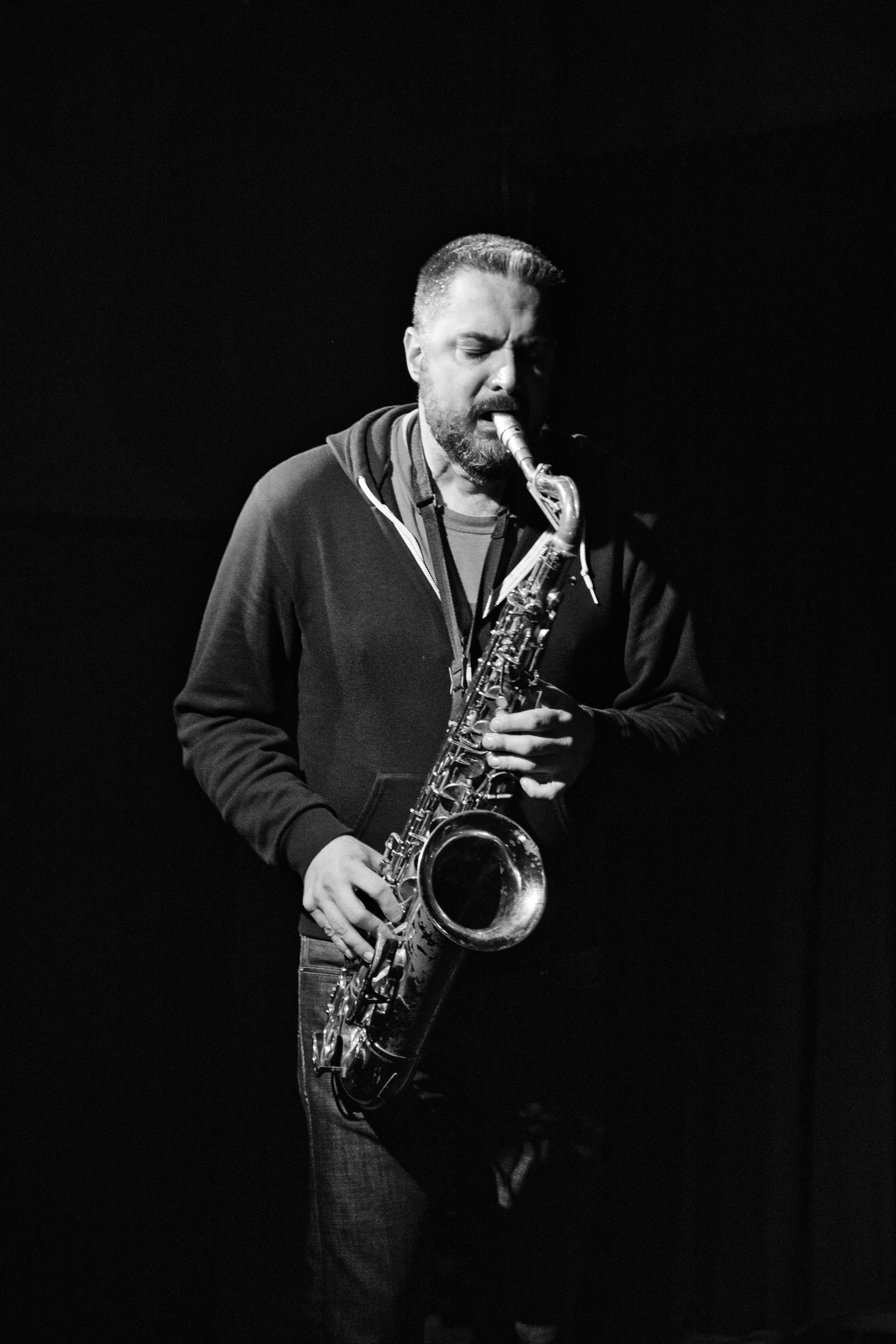
Dave Rempis (2021)

Nach Ansicht von Mark Corroto, der das Album in All About Jazz rezensierte, sei die Komplexität der Verbindungen zwischen den Spielern im Laufe ihrer Karrieren immer größer geworden, und diese Vertrautheit habe in diesem Fall kohärente und fesselnde Musik entstehen lassen. Was auffalle, sei der Mangel an Ego und die Geduld, die jeder Spieler durchgehend an den Tag lege. Mit Propulsion sei ein fesselndes Album gelungen, das ein wahres Vergnügen bereite.
Man spüre den Jubel in diesem Konzert, das Gefühl, dass Musik die Welt erschüttern und an einen besseren Ort bringen könne, und die Weisheit solch großartiger Improvisatoren, die einander aufmerksam zuhörten und wüssten, wie man gemeinsam gefühlvolle und spirituelle Musik schaffe, meinte Eyal Hareuveni in Salt Peanuts. Die Musik klinge fast mühelos und dennoch organisch, mit genügend Raum für die einzelnen Stimmen. Die drei ausgedehnten frei improvisierten Stücke würden komplizierte und vielschichtige rhythmische Muster betonen, die Rempis dazu ermutigen, immer höher aufzusteigen und fremde Gebiete zu erkunden, und offensichtlich eine brüderliche Verbundenheit.
Wie schon in seiner Zusammenarbeit mit Peter Brötzmann würde Adasiewicz einige der aggressiveren Tendenzen von Rempis abmildern und ihn durch die immer durchlässigere Grenze zwischen „Feuermusik“ und geistvollen Jazz drängen, schrieb Andrey Henkin (Squid’s Ear). Das gelte auch für Abrams, der mit mehr William-Parker-ähnlicher Puls- und Drone-Aktion arbeite. Damon agiere besonders einfühlsam, er überfordere das Geschehen nie und sei sich der Dynamik sehr bewusst. Das Live-Setting ermögliche natürlich Spontaneität, aber auch die Unterwerfung von Ego-Absichten. Rempis mag die Band zusammengestellt haben, aber wie sein Landsmann Ken Vandermark sei er voll und ganz auf die gemeinsame Anstrengung fokussiert. Diese einmalige Gruppe verdiene es, eines der regulären Vehikel von Rempis zu sein.